# Colleteria seminervis
Colleteria seminervis là một loài thực vật có hoa trong họ Thiến thảo. Loài này được (Urb. & Ekman) David W.Taylor mô tả khoa học đầu tiên năm 2003.